# ヴァシリー・ウラジミロヴィチ (ウグリチ公)
ヴァシリー・ウラジミロヴィチ（ロシア語: Василий Владимирович、1394年7月9日 - 1427年）は15世紀のルーシの分領公である。ペレムィシュリ（ペレムィシュリ・モスコフスキー）公並びにウグリチ公：1410年 - 1427年。
ヴァシリーはウラジーミル(ru)の末子（七男）として生まれた。父の所領のうち、ペレムィシュリ(ru)とウグリチを相続した。
1414年、兄のアンドレイ(ru)と共にガーリチ（ガーリチ・メルスキー）公ユーリー(ru)への遠征軍に参加し、ニジニー・ノヴゴロド付近でダニール(ru)、イヴァン(ru)兄弟（前スーズダリ・ニジェゴロド大公ボリス(ru)の子）軍と対峙した。
1427年、ルーシ広域に甚大な被害を及ぼしていたペストにより、ヴァシリーもまた死亡した。ユリヤナという出自不詳の妻の名が史料に残されているが、子については不明である。モスクワの聖天使首大聖堂に葬られた。